# باول بيرمان
باول بيرمان (بالإنجليزية: Paul Berman)‏ هو صحفي وكاتب أمريكي، ولد في 1949 في الولايات المتحدة.